# パルデン・トンドゥプ・ナムゲル
パルデン・トンドゥプ・ナムゲル（Palden Thondup Namgyal、シッキム語: དཔལ་ལྡན་དོན་དྲུཔ་རྣམ་རྒྱལ、ワイリー表記：dpal-ldan don-grub rnam-rgyal、1923年5月22日 - 1982年1月29日）は、シッキム王国（ナムゲル朝）の第12代君主（在位：1963年 - 1975年）。最後の君主でもある。日本語表記としては、「パルデン・トンドゥプ・ナムギャル」もある。

## 生涯

### 反インドの姿勢

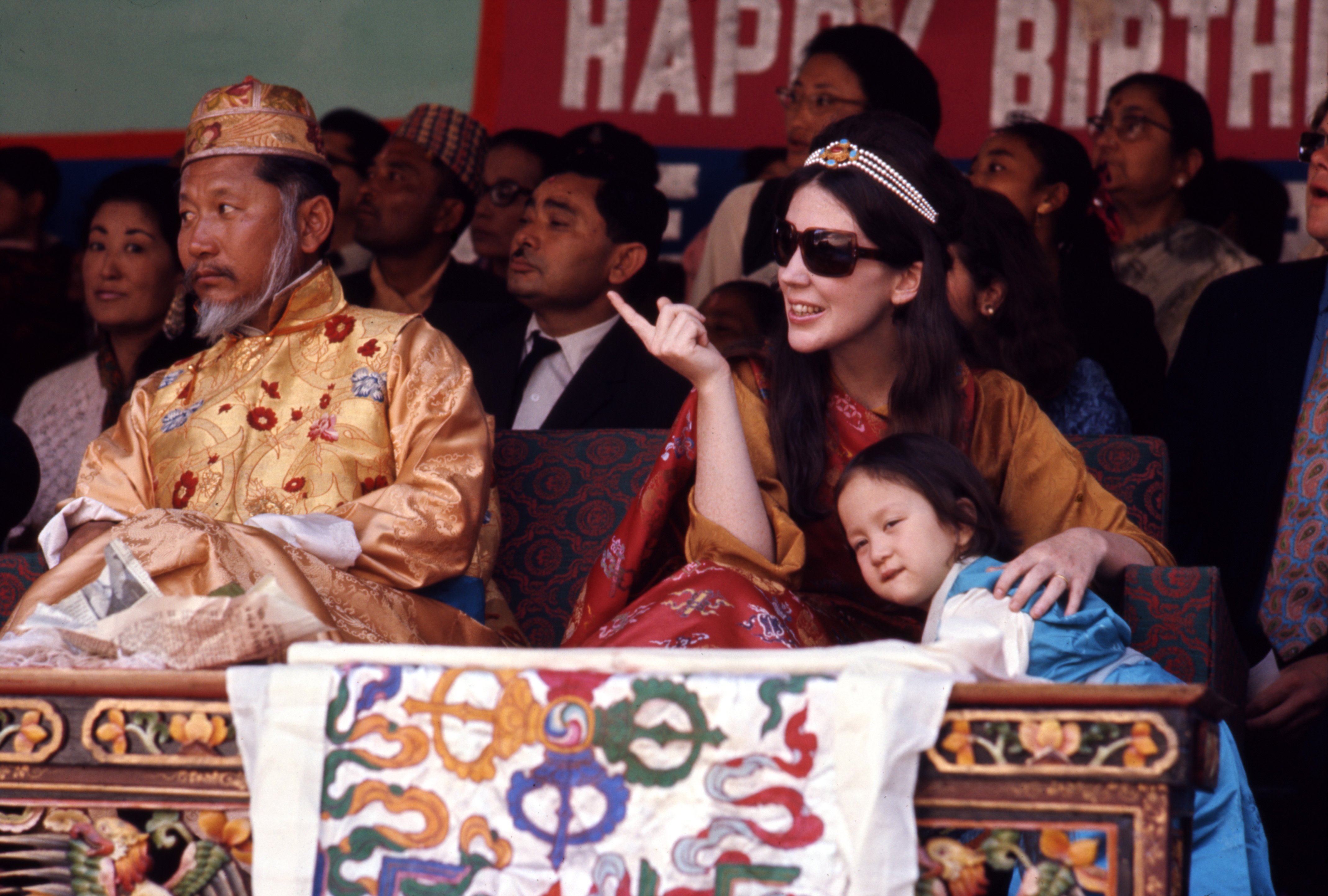
パルデン・トンドゥプ・ナムゲルと王妃ホープ・クック（1971年5月）

第11代シッキム王タシ・ナムゲル（以下、「タシ」と略す）の次男。兄のパルジョルは1941年にインド空軍で勤務中に事故死していたため、パルデン・トンドゥプ・ナムゲル（以下、「パルデン・トンドゥプ」と略す）が後継者として育成されることになった。
1946年末、パルデン・トンドゥプはインドが独立する直前、タシの命により使節団を率いてインドに向かい、シッキムの地位について交渉した。当初、インド側は他の藩王国と同様にインド領へ編入することをシッキム側に提案したが、シッキム側はこれを拒否したため、1947年2月28日にシッキムとインドとの間で暫定協定が結ばれた。これによりシッキムは辛うじて独立を維持したが、国内では政治的混乱が激化していく。
1950年12月5日、タシがインド・シッキム条約に調印したが、これによりシッキムはインドの保護国と位置づけられてしまった。
1951年、パルデン・トンドゥプはチベットの名家の娘サンゲ・デキと結婚し、彼女との間には3人の子（息子2人、娘1人）が生まれたが、サンゲ・デキは1957年に死去している。
1959年に訪日した際に、日本棋院中央会館を訪れ、伊予本桃市六段（当時）と、持参した17路の布製碁盤でミマンによる対局を行った。
1963年3月20日にアメリカ人女性ホープ・クックと再婚した。彼女とのあいだには2人の子（息子1人、娘1人）が生まれた。
1963年12月4日、タシの崩御に伴い、パルデン・トンドゥプが国王として即位した。パルデン・トンドゥプはシッキムがインドの保護国たる地位に置かれていることに、皇太子時代から強い不満を抱えていた。そのためパルデンは、タシの親インド路線を転換して独立追求路線に転じ、公的な場でインド・シッキム条約改正やシッキムの自国軍事力増強を強く主張し、インド政府にもその要求を伝えた。一方のインド側でも、パルデン・トンドゥプがホープと結婚したことは、彼女を通してアメリカから独立支援を受けることが狙いではないかとの報道がなされることもあって、パルデン・トンドゥプへの不信感を醸成する環境が作り出されていった。

### 政治工作による勝利
即位後初の選挙となる1967年の参事院（State Council、立法府に相当）選挙では、移住民ながら多数派のネパール系住民主体で、民主主義導入を求めて反王室・反印の姿勢を示していたシッキム国民会議派（SNC）が選挙議席18議席中8議席を獲得して第1党となった。これに不快感を覚えたパルデン・トンドゥプはSNCに党内分裂をもたらそうと画策し、内閣に相当する行政参事会委員の就任につき総裁のカジ・レンドゥプ・ドルジではなく、幹事長ビーム・バハドゥル・グルン（B.B.Gurung、通称「B.B.グルン」）を委員に一方的に抜擢した。パルデン・トンドゥプの目論見通り、同年9月にSNCは反王室派のドルジ派と親王室派のグルン派にあっけなく分裂することになった。これ以降、パルデン・トンドゥプは、シッキム独立のためのインド・シッキム条約改正を求める路線を更に強化し、在野でも国王の反印・シッキム独立路線を支持する運動が激化していった。
1970年4月の第4回参事院選挙では、上記のパルデン・トンドゥプの外交路線が大きな焦点となり、親印に転じていたSNCだけが主要政党の中で唯一その路線に反対していた。選挙の結果、内部分裂の影響も加わる形でSNCは5議席で第2党にとどまった。一方、原住民・支配階層ながら少数派のレプチャ・ブティヤ系住民を主体とする親王室派のシッキム国民党（SNP）が7議席を獲得して第1党となる。ネパール系ながら同じく親王室派のシッキム国家会議派（SSC）も4議席を獲得して親王室派が11議席を占める勝利となった。更に選挙後にSNCが国王批判を行った機をとらえ、パルデン・トンドゥプは総裁カジ・レンドゥプ・ドルジを扇動罪に問いインドへ亡命せしめ、SNCの党勢を大きく削いだ。
ところが反印・シッキム独立を追求する国王の路線は、支配階層であるブティヤ・レプチャ系住民へのネパール系住民の恐怖を掻き立てるものでもあった（前者が武装して後者を攻撃するのではないかとの恐れにまで至っていた）。親王室派だったSSCもこの種の恐怖感を抱いた結果、ついに結党当初の反王室路線へと回帰していく（SSC結党の経緯については当該記事を参照）。ここでSSCは、同じネパール系の政党であるシッキム人民党（SJP）に呼びかけ、1972年8月15日に両者は合併、シッキム人民会議派（SJC）を結成したのである（正式発足は10月26日）。これにより、シッキムにおいて有望な反王室政党が出現することになった。
しかしSJCはSNCとは異なり反印姿勢を示したため、パルデン・トンドゥプだけでなくインド政府もSJCに不快感を示した。そこでインド政府はパルデン・トンドゥプと交渉し、SJCの勢いを削ぐためと説得してカジ・レンドゥプ・ドルジの帰国・大赦を認めさせた。こうしてインドの力を借りてドルジは帰国し、SNCは体勢を立て直すことになった。このような情勢の中で1973年1月の第5回参事院選挙が実施される。コミュナル選挙制度の恩恵もあって、親王室派のSNPが11議席を獲得して圧勝する。SNCとSJCは相討ちする形で、それぞれ5議席、2議席にとどまった。

### シッキム王国の滅亡

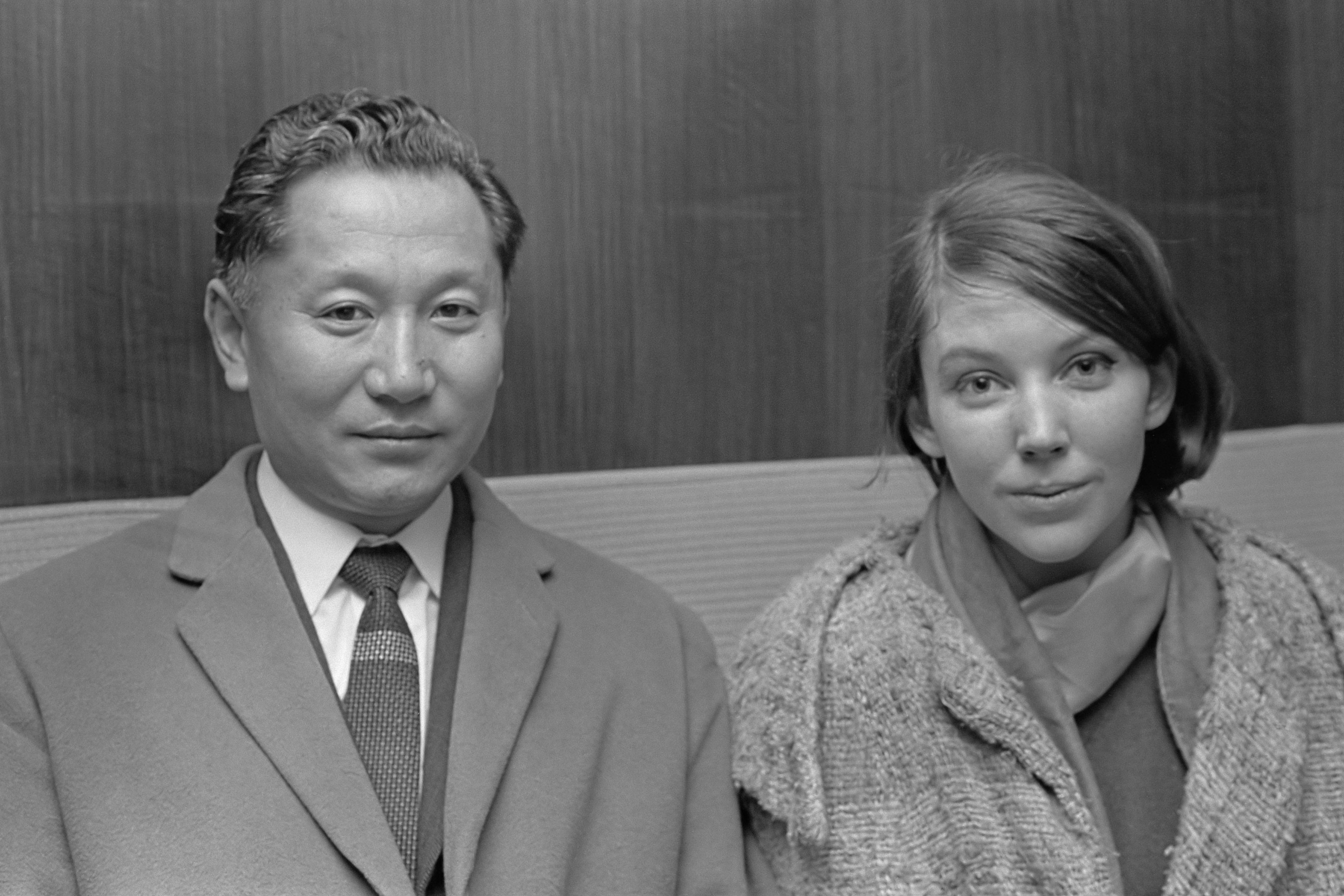
パルデン・トンドゥプとホープ・クック王妃（1966年）

しかしこの選挙結果は、SNC、SJCなどからの「不正選挙」との反発を招くことになった。SNCやSJCは首都でデモを展開し、さらに農村地域では武装蜂起を行ってこれを占領するなどの挙に出る。パルデン・トンドゥプはこの混乱を収拾できず、ついにインドに秩序回復を要請せざるを得なくなった。インドは介入して騒動を収束させ、同年5月にインド・シッキム関係についての新協定を作成する。内容は、国王を名目のみの存在としてその実権を剥奪し、シッキムのインド属国化を強化するものであった。パルデン・トンドゥプは調印せざるを得なかった。
この新協定に基づいて参事院に代わりシッキム立法議会が創設された。1974年の立法議会選挙では、SNCとSJCが合併したシッキム会議派（Sikkim Congress: SC）が一般選挙区30議席のうち29議席を獲得する圧勝となった。新たに首相に就任したSC総裁のカジ・レンドゥプ・ドルジはインドの意を受けて国王権限を大幅に制限する新憲法（1974年シッキム統治法）を制定した。さらにSC政権は民意を背景に、王制廃止とシッキムのインドへの編入を目指して動き始める。パルデン・トンドゥプはそれでもシッキムの独立を維持しようとインドへの抵抗や交渉を続けたが、効果はなかった。
1975年4月9日、インド軍が突如首都ガントクに突入し、王宮親衛隊を武装解除、パルデン・トンドゥプを軟禁下に置いた。このインド軍の侵入に関しては、表向きはデモ隊に王宮軍が発砲した混乱を収束させるためであった。だが、パルデン・トンドゥプが政権奪回を狙って立法議会指導者を暗殺し、首都で騒動を引き起こそうと計画したことがインド政府の激怒を買ったためともされる。
そして、翌10日にシッキム国会において王制廃止とインドへの編入が決議され、14日には同決議につき国民投票を実施、圧倒的多数で賛成された。インドでも4月26日にシッキムをインドに州として組み込む憲法改正を両院が成立させた。5月15日、インド大統領の憲法改正法案への認証によりシッキムはインドに編入され、シッキム王国は完全に滅亡した。

### 亡命と死
王国滅亡後、パルデン・トンドゥプはアメリカに亡命し、1982年1月29日に癌のため死去した。ホープ王妃とは1980年に離婚が成立している。
なお次男のワンチュク・ナムゲルは、現在も亡命先のアメリカで第13代シッキム王を自称している。

## 家族

### 后妃
- サンゲ・デキ
- ホープ・クック

### 子女
サンゲ･デキとの子女
- テンジン・クンサン・ジグメ・ナムゲル（息子）
- ワンチュク・ナムゲル（息子）
- ヤンチェン・ドルマ・ナムゲル（娘）

ホープ･クックとの子女
- パルデン・ギュルメ・ナムゲル（息子）
- ホープ・レーズム・ナムゲル（娘）

## 注
1. ↑  Coelho（1970）、日本語版75頁
2. ↑  落合（1986）、147頁。Coelho（1970）、日本語版60-63頁
3. ↑  落合（1986）、155-157頁。Coelho（1970）、日本語版60頁
4. ↑  Coelho（1970）、日本語版75-76頁
5. ↑  落合（1986）、173-178頁、187頁。
6. ↑  落合（1986）、178頁
7. ↑  落合（1986）、235頁、248-251頁
8. ↑  落合（1986）、265頁
9. ↑  落合（1986）、265-267頁
10. ↑  レプチャ・ブティヤ系に7議席、ネパール系に7議席、指定カースト、ツォン族、僧院、一般に各1議席。この他に国王指名議席6議席。落合（1986）、232-233頁
11. ↑  落合（1986）、268-270頁
12. ↑  この時、パルデン・トンドゥプの長男テンジンがデモ隊に発砲し、負傷者を出すという失態を犯している。ただし首都のデモ自体は鎮圧に成功しており、カジ・レンドゥプ・ドルジらSNC・SJCの指導者たちはデモ隊を見捨ててインディア・ハウス（駐シッキムインド行政官公邸）に逃げ込んだ。落合（1986）、271-272頁
13. ↑  これら動向の詳細については、落合（1986）のXIを参照。
14. ↑  それまでのコミュナル選挙制度は廃止され、インド型の単純小選挙区制が導入された。落合（1986）、300-301頁
15. ↑  「シッキムの王制廃止、完全併合」『世界週報』1975年4月29日・5月6日合併号、12頁
16. ↑  落合（1986）、351頁による。『世界週報』同上は「9日」としている。
17. ↑  『世界週報』同上。賛成59,637票、反対1,496票であった。
18. ↑  これら動向の詳細については、落合（1986）のXII、XIIIを参照。
19. ↑  The New York Times, January 30 1982.